# 文大成
文 大成（ムン・デソン　朝鮮語:문대성、1976年9月3日-）は、韓国のテコンドー選手、国際オリンピック委員会委員、政治家である。セヌリ党所属の第19代韓国国会議員。2004年アテネオリンピック、テコンドー男子80kg超級金メダリスト。本貫は南平文氏。

## 経歴
東亜大学校体育学学士、龍仁大学校大学院スポーツ心理学修士、国民大学校大学院スポーツ心理学博士。
テコンドー国家代表引退後は東亜大学校テコンドー監督、KBSテコンドー放送解説家、アンドレ・キムエコスタイルチャリティファッションショーのメインモデル、「韓国初の宇宙人」プロジェクト広報大使、東亜大学校スポーツ科学大学テコンドー学科助教授、国際オリンピック委員会委員、世界テコンドー連盟執行委員会委員、大韓体育会理事、アジアオリンピック評議会選手委員会委員、仁川2014年アジア競技大会組織委員会諮問委員、東亜大学校スポーツ科学大学テコンドー学科副教授、仁川広域市教育庁教育寄付広報大使、2018平昌冬季オリンピック大会組織委員会執行委員を歴任した。

## 事件・不祥事
- 2003年9月、ドイツの世界選手権大会に出場した際、競技場外のレストランでハンバーガーを食べたが、その後は食中毒に遭った[3]。
- 2004年末にチェ・ホンマンがK-1への参加を果たした後、文もK-1参戦の勧誘を受けた[4]。その後、文はK-1に参加していなかったが、テコンドー選手時代のライバルであったパク・ヨンスがK-1参加を果たした[5]。
- 2005年2月ごろに「文大成、一本つけよう」という意図不明の内容の横断幕が韓国全国各地に掲げられる事態が発生し、文本人もこれに対し当惑の意を示した[6]。後にある化粧品会社によるティーザー広告だと判明した[7]。
- 2012年4月、文大成の博士論文の盗作疑惑が発生。2014年2月27日、文大成に博士学位を授与した国民大学校研究倫理委員会は、論文を盗作と認定した[8]。
- 2016年リオデジャネイロオリンピックの開幕の数日前に国際オリンピック委員会委員の職務停止措置を受けた。原因は発表されていないが、論文盗作問題の余波だとKBSが報じた[9]。